# Molalitate
În chimie, molalitatea sau concentrația molală a unei soluții este egală cu raportul din cantitatea de substanță a unui solut i și masa în kilograme a unui solvent (nu masa soluției): 
{\displaystyle b_{i}={\frac {n_{solvat}}{m_{solvent}}}={\frac {n_{i}}{n_{0}}}} 

## Terminologie
Acest mod de exprimare a compoziției mai este denumit impropriu neconform terminologiei IUPAC concentrație molală deoarece concentrație este un termen raportat doar la volum.

## Conversii
Se vor prezenta formule de conversie intre molalitate si celelalte moduri de exprimare a compoziției. Acestea se obțin pornind de la definițiile acestor mărimi și folosind proprietățile unui raport de a rămâne același prin împărțirea la numărător și numitor cu același număr sau mărime și apoi efectuând substituția variabilelor intre egalități.
Pentru solvent molalitatea se obține a fi inversul masei molare M0 (exprimată în kg/mol):
{\displaystyle b_{0}={\frac {n_{0}}{n_{0}M_{0}}}={\frac {1}{M_{0}}}}
Pentru soluți expresia molalităților este similară celei pentru solvent:
{\displaystyle b_{i}={\frac {n_{i}}{n_{0}M_{0}}}={\frac {x_{i}}{x_{0}M_{0}}}={\frac {c_{i}}{c_{0}M_{0}}}}
În expresiile de legătură a molalităților cu fracțiile masice și concentrațiile masice apare masele molare ale soluților Mi (kg/mol):
{\displaystyle b_{i}={\frac {n_{i}}{n_{0}M_{0}}}={\frac {w_{i}}{w_{0}M_{i}}}={\frac {\rho _{i}}{\rho _{0}M_{i}}}}

### Fracția masică
{\displaystyle w_{1}={\frac {1}{1+{\dfrac {1}{b_{1}M_{1}}}}},\quad b_{1}={\frac {n_{1}}{m_{0}}}={\frac {w_{1}}{(1-w_{1})M_{1}}},}
b fiind molalitatea și M1 masa molară a solutului.
Mai general, pentru n soluți/un solvent, bi și wi fiind, molalitatea și respectiv fracția masică a celui de al i-lea solut,
{\displaystyle w_{i}=w_{0}b_{i}M_{i},\quad b_{i}={\frac {w_{i}}{w_{0}M_{i}}},}

### Fracția molară
{\displaystyle b_{1}=(1+(M_{0}\,b)^{-1})^{-1},\ b={\frac {x}{M_{0}(1-x)}},}
unde M0 e masa molară a solventului.
Mai general, pentru  n-soluți/un-solvent , fie xi fracția molară a celui de al i-lea solut,
{\displaystyle x_{i}=x_{0}M_{0}\,b_{i},\ b_{i}={\frac {b_{0}x_{i}}{x_{0}}},}
x0 e fracția molară a solventului, 
{\displaystyle x_{0}={\frac {1}{1+M_{0}\displaystyle \sum _{j=1}^{n}{b_{j}}}}=1-\sum _{j=1}^{n}{x_{j}}.}
Expresia fracției molare a solventului funcție de molalități se poate obține din egalitatea de definiție a fracției molare a unui component al soluției prin simplificarea forțată a raportului din definiție cu cantitatea de solvent n0 și substituirea la numitor în raporturile obținute a molalităților.
{\displaystyle x_{0}={\frac {n_{0}}{n_{0}+n_{1}+n_{2}+\displaystyle \sum _{j=3}^{n}{n_{j}}}}={\frac {1}{1+{\frac {n_{1}}{n_{0}}}+{\frac {n_{2}}{n_{0}}}+\displaystyle \sum _{j=3}^{n}{\frac {n_{j}}{n_{0}}}}}}
Suma raporturilor cantităților de soluții cantitate a solventului funcție de molalități este substituită în expresia anterioară a fracției molare a solventului:
{\displaystyle {\frac {n_{i}}{n_{0}}}=b_{i}M_{0}}
{\displaystyle \sum _{i}^{n}{\frac {n_{i}}{n_{0}}}=M_{0}\sum _{i}^{n}b_{i}}
obținându-se  rezultatul așteptat:
{\displaystyle x_{0}={\frac {1}{1+\displaystyle M_{0}b_{1}+M_{0}b_{2}+M_{0}\displaystyle \sum _{i=3}^{n}b_{i}}}={\frac {1}{1+M_{0}\displaystyle \sum _{i=1}^{n}b_{i}}}}

### Concentrația molară
Exprimarea molalității unui solut folosind concentrația molară este:
- pentru soluții binare (solutul are indicele 2 sau eventual 1):
{\displaystyle b_{2}={\frac {c_{2}}{\rho -c_{2}\cdot M_{2}}}\,}
- pentru amestecuri sau soluții multicomponente:
{\displaystyle b_{i}={\frac {c_{i}}{\rho -\sum c_{i}\cdot M_{i}}}\,}
bi- molalitate, ci - concentrația molară, ρ - densitatea soluției

### Concentrația masică
Exprimarea molalității unui solut pentru o soluție uni-solut în raport cu concentrația masică a solutului este:
{\displaystyle b_{1}={\frac {\rho _{1}}{M_{1}(\rho -\rho _{1})}}}
ρ1 - concentrația masică a solutului
- pentru soluții multicomponente
{\displaystyle b_{i}={\frac {\rho _{i}}{M_{i}\left(\rho -\sum _{j=1}^{n}\rho _{j}\right)}},}

## Molalitatea unei soluții ternare
Prin amestecarea a două soluții cu același solvent a două substanțe dizolvate diferite (de exemplu două săruri sau o sare și un zahar) cu molalități diferite b10 și b20 molalitățile dizolvaților in soluția ternară b1 și b2 vor fi diferite de soluțiile binare solut - solvent.
Se exprimă conținutul de solvent în fracții masice w01 și w02 din fiecare soluție de mase ms1 și ms2 care se amestecă în funcție de molalitățile inițiale. Apoi se raportează cantitatea (mol) de solut din fiecare soluție binară la masa apei după amestecare.
{\displaystyle b_{1}={\frac {1}{M_{1}}}{\frac {w_{10}m_{s1}}{w_{01}m_{s1}+w_{02}m_{s2}}}={\frac {1}{M_{1}}}{\frac {w_{10}m_{s1}}{(1-w_{10})m_{s1}+(1-w_{20})m_{s2}}}={\frac {1}{M_{1}}}{\frac {w_{10}m_{s1}}{m_{s1}+m_{s2}-w_{10}m_{s1}-w_{20}m_{s2}}}}
{\displaystyle b_{2}={\frac {1}{M_{2}}}{\frac {w_{20}m_{s2}}{w_{01}m_{s1}+w_{02}m_{s2}}}={\frac {1}{M_{2}}}{\frac {w_{20}m_{s2}}{(1-w_{10})m_{s1}+(1-w_{20})m_{s2}}}={\frac {1}{M_{2}}}{\frac {w_{20}m_{s2}}{m_{s1}+m_{s2}-w_{10}m_{s1}-w_{20}m_{s2}}}}
Fracțiile masice inițiale ale soluților se exprimă funcție de molalitățile inițiale:
{\displaystyle w_{10}={\frac {b_{10}M_{1}}{b_{10}M_{1}+1}}}
{\displaystyle w_{20}={\frac {b_{20}M_{2}}{b_{20}M_{2}+1}}}
Se înlocuiesc aceste expresii ale fracțiilor masice în formulele molalităților finale.
{\displaystyle b_{1}={\frac {1}{M_{1}}}{\frac {1}{{\frac {1}{w_{10}}}+{\frac {m_{s2}}{w_{10}m_{s1}}}-1-{\frac {w_{20}m_{s2}}{w_{10}m_{s1}}}}}}
{\displaystyle b_{2}={\frac {1}{M_{2}}}{\frac {1}{{\frac {m_{s1}}{w_{20}m_{s2}}}+{\frac {1}{w_{20}}}-{\frac {w_{10}m_{s1}}{w_{20}m_{s2}}}-1}}}